# آگوستین بوزورا
آگوستین بوزورا (انگلیسی: Augustin Buzura; ۲۲ سپتامبر ۱۹۳۸ – ۱۰ ژوئیهٔ ۲۰۱۷) نویسنده، روزنامه‌نگار، فیلم‌نامه‌نویس، و منتقد ادبی اهل رومانی بود. او فعالیت حرفه‌ای خود را در عرصه روزنامه‌نگاری با نوشتن مقاله‌ای در یک نشریه در سال ۱۹۶۰ آغاز کرد.